# Valdeconcha
Valdeconcha és un municipi de la província de Guadalajara, a la comunitat autònoma de Castella-La Manxa.

## Demografia
| 1991 | 1996 | 2001 | 2004 | 2005 | 2006 |
| ---- | ---- | ---- | ---- | ---- | ---- |
| 33   | 51   | 65   | 49   | 43   | 48   |

## Fills il·lustres
- Antonio Pérez, secretari de Felip II d'Espanya a finals del segle xvi